# 雷鳴春
雷鳴春（1528年—？），字肇元，直隸安慶府懷寧縣人，民籍，明朝政治人物。

## 生平
嘉靖二十八年（1549年）己酉科應天府鄉試第十五名舉人。嘉靖三十八年（1559年）中式己未科會試第二百三十二名，三甲第一百二十二名進士。授湖廣孝感知縣，清慎勤敏。擢刑部主事，轉工部，隆庆中出為河南南陽知府，多治績。升省右參議，謝政歸。著有《禮經註疏》、《雪雲樓詩集》。

## 家族
曾祖雷顯；祖父雷震，義官；父雷雨，監生。嫡母劉氏；生母劉氏。具庆下。弟雷鳴夏。